# Theeb
Theeb (en árabe: ذيب‎, Lobo) es una película dramática coproducida internacionalmente en lengua árabe, escrita y dirigida por Naji Abu Nowar. La película se centra en un joven beduino, Theeb, que debe sobrevivir en el desierto abierto de Wadi Rum. La película tiene lugar durante la Primera Guerra Mundial, en la estela de la Gran Revuelta Árabe contra el gobernante del Imperio Otomano. La película utiliza actores no profesionales de la comunidad beduina en el sur de Jordania, y es considerado "beduino-occidental". También se ha descrito como una película de género coming-of-age. Se estrenó en la sección Horizontes del Festival de Venecia el 4 de septiembre de 2014, en la que Abu Nowar ganó el premio al mejor director. Fue seleccionado como la entrada de Jordania para el Óscar a la mejor película de habla no inglesa en la 88.os Premios Óscar, en una corta lista de nueve películas nominadas en diciembre de 2015. En la 69a Premios BAFTA, Theeb fue nominada a mejor película de habla no inglesa y a mejor debut de un escritor, director o productor británico.

## Reparto
- Jacir Eid Al-Hwietat como Theeb.
- Hussein Salameh Al-Sweilhiyeen como Hussein.
- Hassan Mutlag Al-Maraiyeh como The Stranger.
- Jack Fox como Edward.

## Producción

### Desarrollo
El director Naji Abu Nowar fue una vez al Badya jordano sur (desierto) y se inspiró en la cultura beduina. Él trajo la idea de la película a su amigo Bassel Ghandour, después de haber comenzado a escribir el guion donde pasaron todo un año en el desierto para aprender el estilo de vida y la cultura beduina. Inicialmente, los escritores habían planeado tener personajes mujeres involucradas en la historia. Sin embargo, esto se vio obstaculizado por el hecho de que habían preferido utilizar actores no profesionales. No encontraron a ninguna mujer perteneciente a la comunidad beduina dispuesta a actuar en una película. A su juicio, lo podrían haber hecho con las actrices profesionales, pero que no sabían el dialecto beduino, por lo que la película habría perdido parte de su autenticidad. Jack Fox interpretando al oficial británico fue el único actor profesional involucrado, los beduinos nunca habían participado en ningún tipo de actuación.

### Rodaje

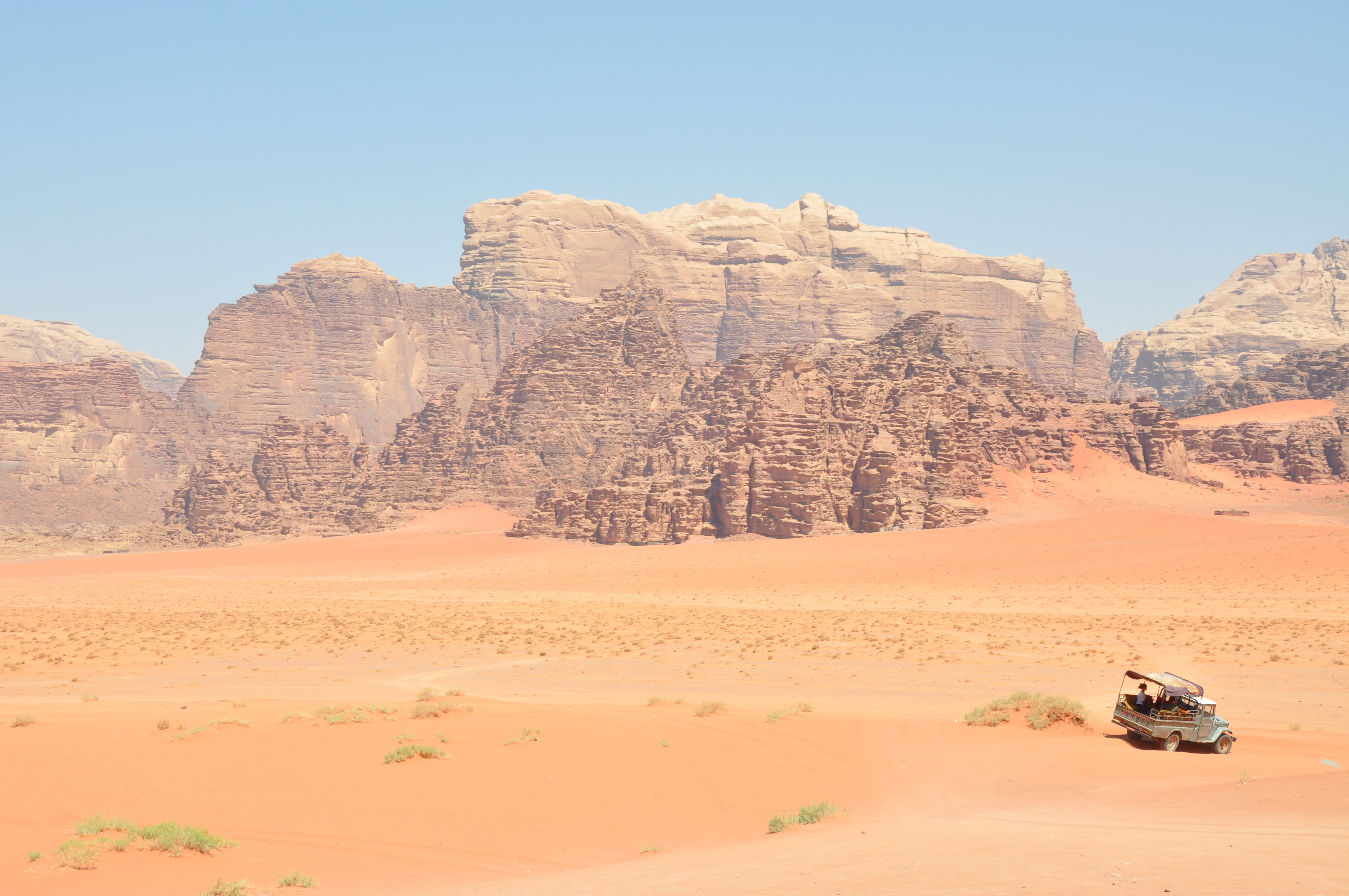
Theeb fue completamente filmada en Wadi Rum, en el sur de Jordania.

La filmación tuvo que ser pospuesta dado que el equipo de rodaje en la comunidad del Jordan se encontraba preocupado debido a la película de suspenso de la directora Kathryn Bigelow sobre el terrorismo La noche más oscura . El equipo de producción filmaba en la misma zona donde David Lean rodó Lawrence de Arabia en la década de 1960; pero había que evitar estos lugares debido a la intensa actividad turística. El rodaje tuvo lugar en tres lugares; el campamento tribal Theeb que fue filmado en Wadi Araba, junto a los militares israelíes de la zona fronteriza, el  camino del peregrino fue grabado en Wadi Rum, y la fortaleza otomana se rodó en Daba a unos 70 km al sur de Amán. Un cañón, donde el grupo de la película es emboscado, tomó varios meses para encontrarse y fue necesario un tipo específico de geografía. Le tomó al equipo una hora fuera de carretera para llegar hasta el cañón cada día. Debido a que se necesitaba de un lugar específico para la filmación, los planes para organizar el rodaje como una unidad nómada eran poco prácticos. Habría sido demasiado costoso y demasiado peligroso acampar en la zona, donde no hay recepción de teléfono celular. En su lugar, el equipo residía en campamentos turísticos cercanos en el desierto. En el campamento contaba con agua corriente y un generador, pero aun así tenían que recorrer zonas fuera de carretera y permanecían sin recepción de teléfono celular.
Entre las principales dificultades que el equipo enfrentó durante las cinco semanas de rodaje estaban la arena y el calor. En Wadi Rum, fueron afectados con inundaciones, tormentas y lluvias. Y en Wadi Araba, las temperaturas de forma rutinaria superaron los 40 °C. Nowar recuerda: "siempre quedabamos atascados en la arena, no puedo contar la cantidad de veces que los beduinos tuvieron que rescatarnos a nosotros." Durante la posproducción, Lloyd se dio cuenta de que la secuencia clave en la que Theeb sale del desierto tendría que ser regrabada, ya que era visible que Eid fue incapaz nadar correctamente. Abu Nowar pasó los fines de semana de cuatro meses enseñando a Eid la forma correcta, antes de volver a grabar toda la secuencia con una peluca para cubrir su cabello corto. Abu Nowar dijo a la crítica de The Times, Kate Maltby: "yo estaba haciendo, toma tras toma, desesperadamente con la esperanza de que no iba a flotar en el agua."

### Efectos visuales
Debido a la película contaba con un bajo presupuesto, los productores recurrieron a los estudiantes de la universidad de la Academia de Arte de San Francisco para ayudarlos con los efectos visuales.

## Liberación
Theeb se estrenó en Jordania en el pueblo Shakiriyah, donde la película se originó. La premier fue atendida por los aldeanos de la cominidad beduina y por personas de todo Jordán. Tuvo su estreno internacional en el Festival de Cine de Venecia 2014, donde Abu Nowar ganó el premio al Mejor Director en la categoría Horizontes. Después de esto, la película llegó a tener una excelente recaudación de taquilla en once países árabes.

### Respuesta crítica
Theeb recibió críticas positivas, y ha sido descrita como "beduino-occidental" por algunos críticos. En la revisión del agregador web Tomates Podridos, la película mantiene un 97% de aprobación, y una media de puntuación de 7,7 sobre 10, basados en los comentarios de los 71 críticos. El consenso crítico del  web del sitio mantiene que "dirigido por un desempeño sobresaliente desde Jacir Eid Al-Hwietat en el papel principal, Theeb es seguro un sorprendente primer esfuerzo del director y co-escritor Naji Abu Nowar." En Metacritic, la película ha recibido un  puntaje promedio ponderado de 80 sobre 100, basado en 17 críticos, lo que indica "críticas generalmente favorables".
En su reseña para The Guardian, Jonathan Romney calificó a la película con tres de cinco estrellas, calificándola como "Magníficamente rodada en Jordania",  "totalmente apasionante en envolverte", y ha elogiado su "indiscutible sello de autenticidad". Escrito para el Tiempo de espera, Trevor Johnston dio a la película cuatro de cinco estrellas. Añadió que había "una rápida mirada a los paisajes y una fascinante ambientación histórica" terminando su revisión con "Una memorable primera película". Jay Weissberg escribió para la revista Variedad describiendo a la película como "un clásico del cine de aventuras de la mejor clase, y que rara vez se ve en estos días".
Matt Damon estuvo en Jordania durante la fase de rodaje de Misión rescate, y se le mostró el tráiler de la película. Él comentó: "Maldita sea, esto no fue rodada digitalmente, ¿verdad? Esto parece increíble, hombre. Yo no te puedo decir lo impresionante que es. Ustedes están haciendo cosas notables en el cine. Realmente quiero verla". Después de que Theeb fue nominada a un Oscar, la Reina Noor de Jordania twiteo, "Alf, alf Mabrouk a todos los que contribuyeron a que TheebFilm tuviera su nominación al Oscars2016! Muy orgullosa de ustedes." Y la Reina Rania twiteo "Emocionada acerca de la nominación de Theeb a los Oscar, una producción jordana que toma las hermosas montañas de Wadi Rum. Espero que gane!". Los expertos dijeron que el éxito de la película es probable que impulse el interés internacional de rodajes en Jordania.

## Premios y nominaciones
| Lista de premios                                          | Lista de premios                                               | Lista de premios                                                          | Lista de premios | Lista de premios |
| Premio / Festival de Cine                                 | Categoría                                                      | Destinatario(s)                                                           | Resultado        |                  |
| --------------------------------------------------------- | -------------------------------------------------------------- | ------------------------------------------------------------------------- | ---------------- | ---------------- |
| 88 Premios de la Academia                                 | Mejor Película Extranjera                                      | Jordan                                                                    | Nominado         |                  |
| 69 British Academy Film Awards                            | Mejor Película en Lengua No inglesa                            | Naji Abu Nowar                                                            | Nominado         |                  |
| 69 British Academy Film Awards                            | BAFTA al mejor director, guionista o productor británico novel | Naji Abu Nowar, Rupert Lloyd                                              | Ganador          |                  |
| 71 Festival Internacional de Cine                         | Mejor Director (Horizontes)                                    | Naji Abu Nowar                                                            | Ganador          |                  |
| 71 Festival Internacional de Cine                         | Mejor Película (Horizontes)                                    | Naji Abu Nowar                                                            | Nominado         |                  |
| Festival Internacional de Cine de Beijing                 | Mejor película de un Director Nuevo                            | Naji Abu Nowar                                                            | Ganador          |                  |
| Buenos Aires Festival Internacional de Cine Independiente | Mejor Película                                                 | Naji Abu Nowar                                                            | Nominado         |                  |
| 43 Belgrado Festival Internacional de Cine                | Mejor Película                                                 | Naji Abu Nowar                                                            | Ganador          |                  |
| 43 Belgrado Festival Internacional de Cine                | Mejor Guion                                                    | Naji Abu Nowar, Bassel Ghandour                                           | Ganador          |                  |
| Dubai International Film Festival                         | Mejor Película del Mundo Árabe                                 | Naji Abu Nowar                                                            | Ganador          |                  |
| Dubai International Film Festival                         | Premio FIPRESCI a la Mejor Característica Narrativa            | Naji Abu Nowar                                                            | Ganador          |                  |
| Abu Dhabi Film Festival                                   | Mejor Película del Mundo Árabe                                 | Naji Abu Nowar                                                            | Ganador          |                  |
| Abu Dhabi Film Festival                                   | Mejor Película Narrativa                                       | Naji Abu Nowar                                                            | Ganador          |                  |
| Abu Dhabi Film Festival                                   | Competencia Nuevos Horizontes                                  | Naji Abu Nowar                                                            | Nominado         |                  |
| 32 Miami International Film Festival                      | Jordan Alexander Ressler Screenwriting Award                   | Naji Abu Nowar                                                            | Ganador          |                  |
| El Cairo Festival Internacional de Cine                   | Premio del jurado a la Mejor fotografía y Dirección Artística  | Naji Abu Nowar                                                            | Ganador          |                  |
| Asia Pacific Screen Awards                                | Mejor Largometraje juvenil                                     | Naji Abu Nowar, Bassel Ghandour, Rupert Lloyd, Nasser Kalaj, Laith Majali | Nominado         |                  |
| Las Palmas Festival Internacional de Cine                 | Premio de Audiencia                                            | Naji Abu Nowar                                                            | Ganador          |                  |
| Beijing Festival Internacional de Cine                    | Mejor Debut de Película                                        | Naji Abu Nowar                                                            | Ganador          |                  |
| Festival de Cine de Londres                               | Mejor Primer Largometraje                                      | Naji Abu Nowar                                                            | Nominado         |                  |
| Festival de Cine Árabe de Malmö                           | Mejor Largometraje                                             | Naji Abu Nowar                                                            | Ganador          |                  |
| Camerimage                                                | Mejor Debut Como Director                                      | Naji Abu Nowar                                                            | Ganador          |                  |
| Glasgow Film Festival                                     | Premio de la Audiencia                                         | Naji Abu Nowar                                                            | Nominado         |                  |
| Friburgo Festival Internacional de Cine                   | Grand Prix                                                     | Naji Abu Nowar                                                            | Nominado         |                  |
| Filmfest München                                          | Mejor Película de un Director debutante                        | Naji Abu Nowar                                                            | Nominado         |                  |